# Kasteel d'Aertrycke

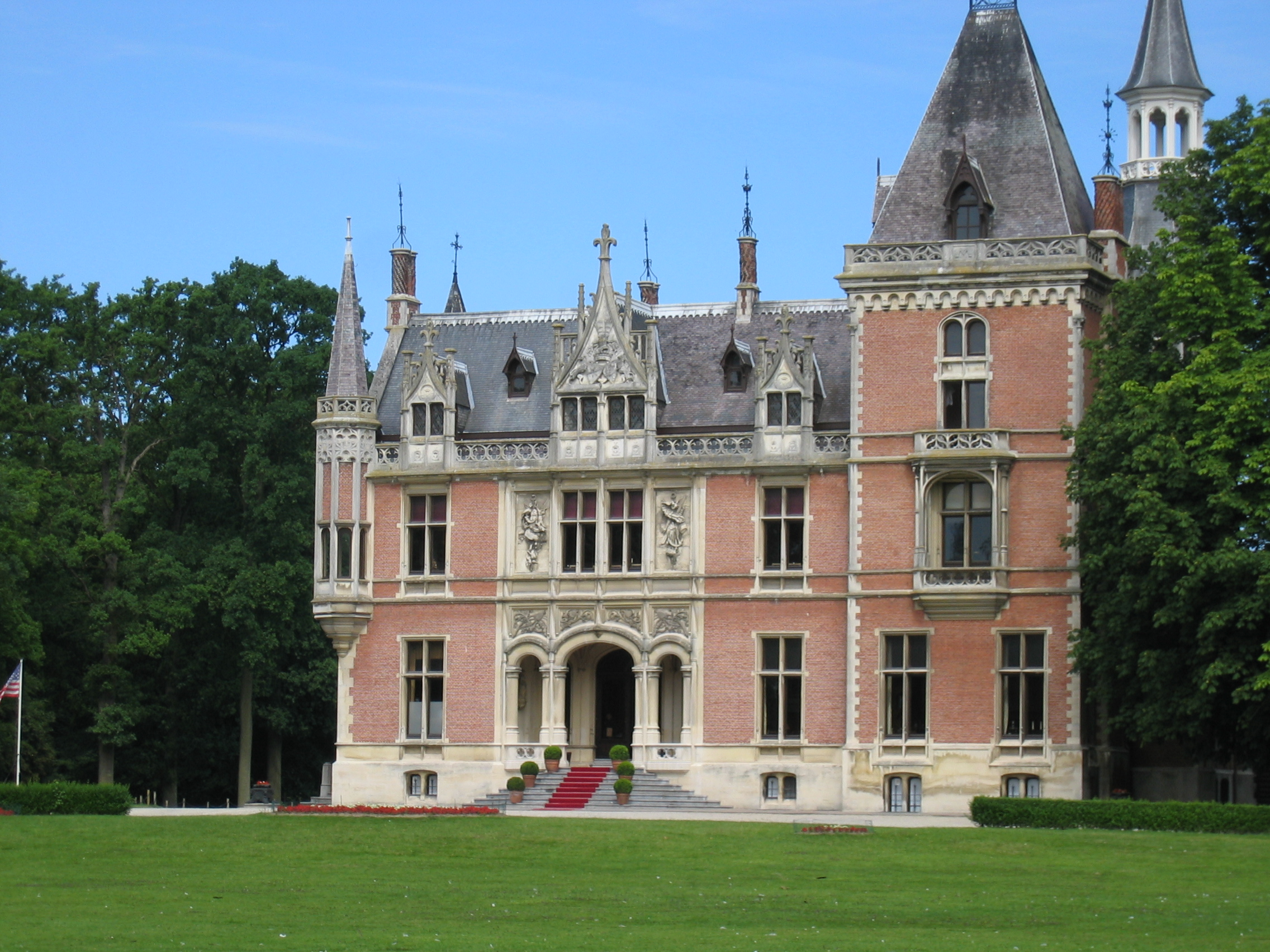

Het kasteel De Maere d'Aertrycke is een kasteel in de Belgische stad Torhout. Van 1868 tot 1871 werd het neogotische kasteel gebouwd in opdracht van August de Maere, het kasteel draagt in de volksmond dan ook nog steeds de naam De Maeres kasteel. Het ligt tussen het centrum van Torhout, Wijnendale en Aartrijke in.
Het kasteel is gelegen in een romantische tuin met een grote vijver, weiden en bossen. Het domein heeft een grote natuurwaarde. Reeën,West-Europese Egel en de Europese Rode Eekhoorn zijn de zoogdieren die er leven. Vogels zijn rijk vertegenwoordigd met de kuifeend, grote bonte specht, waterhoen, meerkoet, dodaars, kauw, boomklever, boomkruiper, vink, pimpelmees en koolmees.Er zijn ook amfibieën: de bruine kikker en de gewone pad.
De geschiedenis van 'Domein d' Aertrycke' begint in 1865 toen August de Maere, de geestelijke vader van de haven van Zeebrugge, 98 ha van het domein 'Verloren Kost' verwierf. In 1869 liet hij het nu centraal gelegen neogotische kasteel bouwen naar ontwerp van de Antwerpse architect Joseph Schadde. In 1897 kreeg August de Maere die inmiddels tot de adel was verheven de toelating om d'Aertrycke aan zijn naam toe te voegen. Met uitzondering van een korte periode na de Eerste Wereldoorlog bleef het domein eigendom van de familie. Xavier de Maere, de laatste eigenaar van het kasteel, kreeg bekendheid als onderbevelhebber van de Belgische Zuidpoolexpeditie 1958-1959. Na de dood van zijn moeder die als laatste van de familie het kasteel bewoonde, sloot hij met het West- Vlaamse provinciebestuur een overeenkomst af voor de gedeeltelijke openstelling van het kasteeldomein voor het brede publiek. In 2012 verwierf de provincie de volledige eigendom en werd Domein d' Aertrycke een volwaardig provinciedomein. 
Tegenwoordig is het kasteel een luxehotel/restaurant en congrescentrum (Restaurant gerealiseerd in 1990 en hotel gebouwd in 1996 door de toenmalige organisatoren van het Rock Torhout festival).
Aan de andere kant van de steenweg Torhout - Oostende ligt het domein van het kasteel van Wijnendale.